# جي. برادفورد كوك
جي. برادفورد كوك (بالإنجليزية: G. Bradford Cook)‏ هو محامي أمريكي، ولد في 10 مايو 1937 في لنكن في الولايات المتحدة.